# .dd
.dd — в Інтернеті, національний домен верхнього рівня (ccTLD) для НДР.
У зв'язку з об'єднанням Німеччини домен був видалений.